# (6811) Кащеев
(6811) Кащеев (англ. 6811 Kashcheev) — астероид главного пояса, открытый 26 августа 1976 года .
При открытии получил обозначение 1976 QP. Также были временные названия 1950 PL и 1991 RZ4.

## Орбита
Его орбита характеризуется большой полуосью 2,40 а. е., эксцентриситетом 0,21 и наклоном 1,7 ° относительно эклиптики.
Период вращения вокруг Солнца 3,71 года.
Инвариант Тиссерана относительно Юпитера — 3,498.
|  |

## История
Астероид главного пояса, открыт 26 августа 1976 года Черных Николай Степановичем в Крымской астрофизической обсерваторией.
Первое имя получил 1976 QP при открытии.
Назван в честь Бориса Леонидовича Кащеева — доктора технических наук, Заслуженного деятеля науки УССР, профессора радиоэлектроники Харьковского государственного технического университета, исследователя физики и динамики метеоров, специалиста в области радиотехники и электроники, основателя Харьковской школы метеорной радиолокации и радиосвязи. В 1956 году Борис Леонидович основал лабораторию по исследованию метеоров с помощью радиотехники. В 1968 году был главным конструктором высокочувствительного компьютеризированного комплекса МАРС, первой в Украине автоматической метеорной радиосистемы. В течение 1972—1978 годов с помощью этой системы было обнаружено более 20 миллионов метеоров, а также определены и изучены многие тысячи метеорных орбит. Он также был председателем метеорной комиссии Советского геофизического комитета.